# クレイグ・ピアース
クレイグ・ピアース（Craig Pearce）は、オーストラリア出身の脚本家、俳優である。

## 来歴
1990年代半ばまでは俳優としても活動していたが、近年は脚本家として活躍している。バズ・ラーマンと組み、これまでのラーマン作品で共同脚本を手がけている。近年はバー・スティアーズ監督作品の脚本を手掛けている。
『ダンシング・ヒーロー』の主演女優タラ・モーリスと結婚し、娘が一人いる。

## 主な作品

### 脚本
- ダンシング・ヒーロー Strictly Ballroom (1992)
- ロミオ+ジュリエット Romeo + Juliet (1997)
- ムーラン・ルージュ Moulin Rouge! (2001)
- きみがくれた未来 Charlie St. Cloud (2010)
- 華麗なるギャツビー The Great Gatsby (2013)
- エルヴィス Elvis (2022)